# Basílica de San Andrés del Valle
La basílica de San Andrés del Valle (en italiano: Basilica di Sant'Andrea della Valle) es una iglesia católica de Roma, Italia, que se ubica en el rione Sant'Eustachio, en la intersección de Corso Vittorio Emanuele y del Corso Rinascimento. Actualmente es la sede de la curia general de la Orden de los teatinos.

## Historia

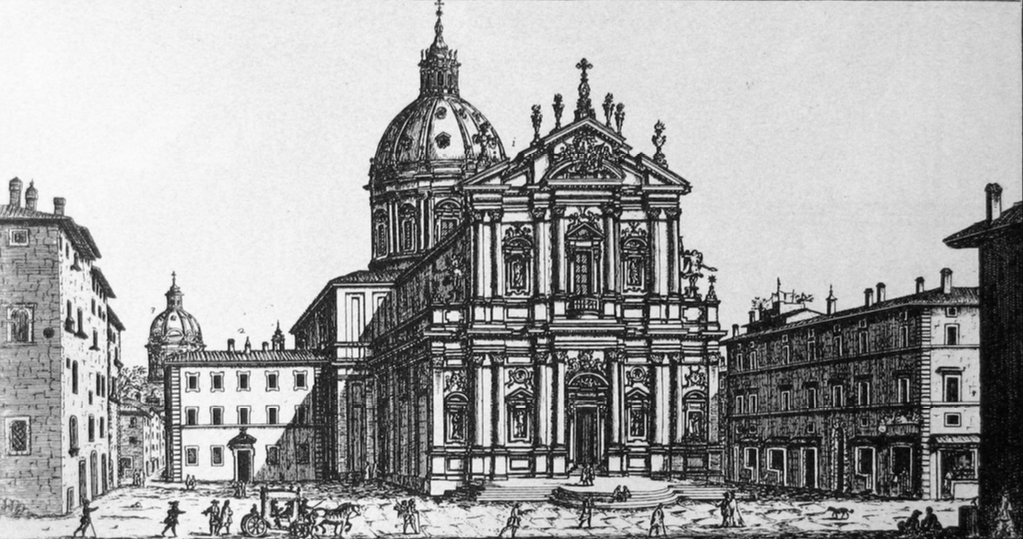
Vista de la iglesia en un grabado de Giovanni Battista Falda de 1655

El lugar donde ahora se encuentra la iglesia de Sant'Andrea della Valle estaba ocupado por el palacio Piccolomini, que fue dejado en herencia por Constancia Piccolomini de Aragón, duquesa de Amalfi y condesa de Celano, el 20 de junio de 1582, a la nueva orden de los Clérigos Regulares Teatinos, fundada por Cayetano de Thiene y Gianpietro Carafa, luego papa Paulo IV. Los Teatinos acogieron la solicitud de la duquesa de erigir una iglesia dedicada a San Andrés, protector de Amalfi. Desde primer momento, la plaza y la iglesia tomaron su nombre de la cercana residencia del cardenal Della Valle. 
Los trabajos iniciales comenzaron en 1590, bajo los planes de Giacomo della Porta y Pier Paolo Olivieri, con el patronazgo del Cardenal Gesualdo. 
A la muerte del patrón y protector, la dirección de la construcción pasó al Cardenal Alessandro Peretti di Montalto, sobrino de Sixto V. 
Entre 1591 y 1594 empezaron los trabajos de la construcción de los cimientos, mientras que la estructura de los muros fue construida en el periodo 1595-1596. 
Entre 1596 y 1599 fueron completadas las capillas y la cobertura de la bóveda de la nave. 
En 1599-1600 fue encargada la fachada de la iglesia, pero después la construcción fue suspendida temporalmente debido a la falta de fondos financieros. 
No después de 1608, gracias a un generoso donativo de más de 150 mil escudos de oro, los trabajos se reiniciaron con un más ambicioso plan, ahora bajo la dirección de Carlo Maderno.
En 1620 fue levantado el tambor de la cúpula, siendo ésta inaugurada en el 1622. La cubierta de la iglesia se terminó en el 1625.
La estructura interior de la iglesia fue finalizada hacia 1650, con los retoques de Francesco Grimaldi.
La fachada fue terminada finalmente entre el 1655 y el 1665.

## Fachada

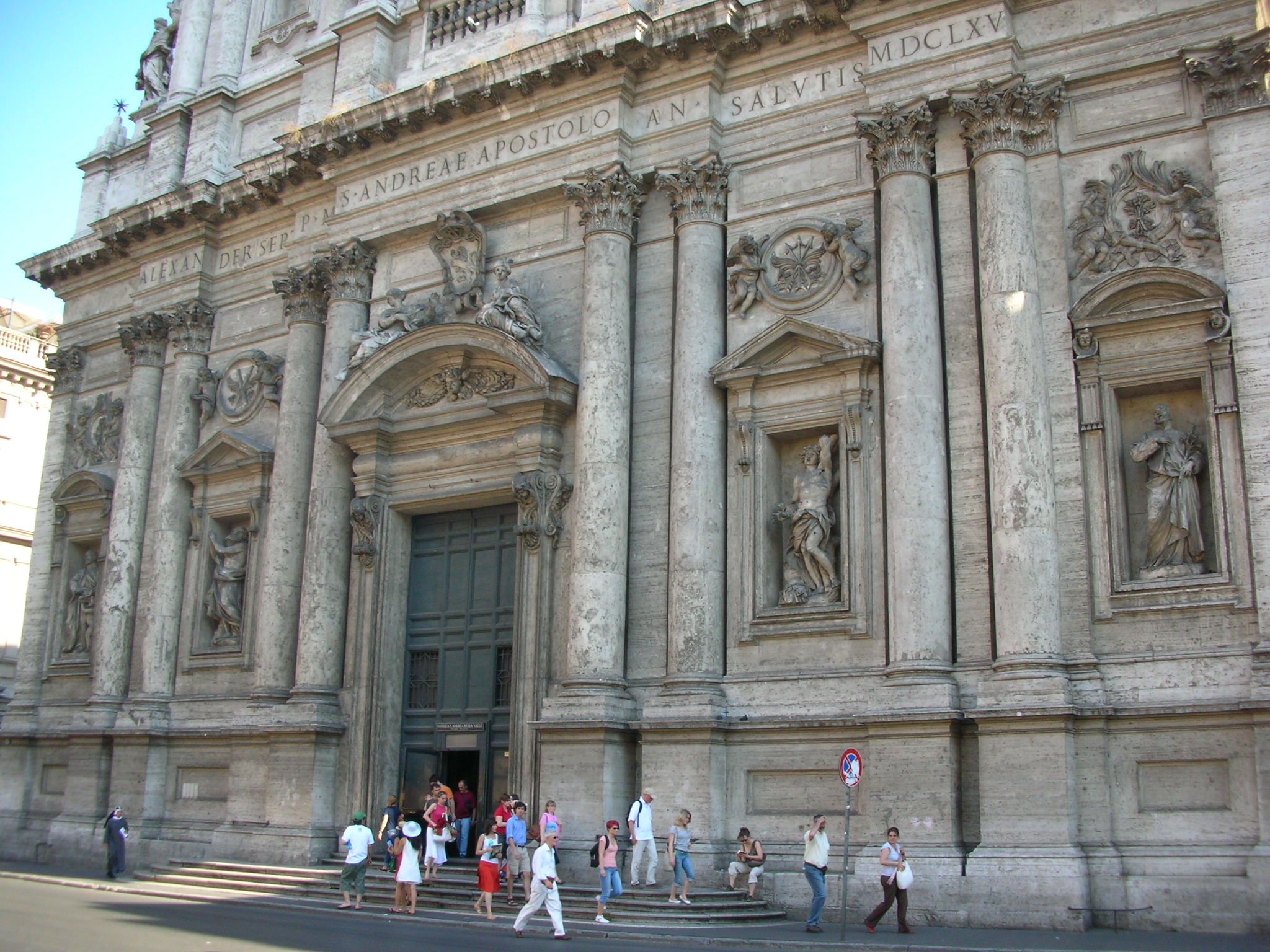
El portal y las estatuas de Domenico Guidi y Ercole Ferrata

La fachada de estilo barroco tardío, fue terminada entre 1662 hasta 1665 por Carlo Rainaldi, sobre el diseño original de Carlo Maderno, quien había dejado de trabajar en la iglesia en 1628, aunque había levantado la fachada de ladrillo y había alcanzado a colocarle un revestimiento de travertino a algunas partes.
Se organiza en dos niveles de columnas corintias y pilastras pareadas: los soportes del piso inferior aguantan un entablamento continuo y los del piso superior  un entablamento que parece dividido en partes. Al disponer de las columnas por pares, se elimina la progresión de tensiones en el centro, repartiéndose éstas, y haciendo que la fachada alcance mayor neutralidad arquitectónica.
En el centro, se presenta una gran puerta sobre el eje de la nave , mientras que los laterales están ocupados por nichos con estatuas y falsas ventanas. Las estatuas de los nichos son de Domenico Guidi (San Cayetano de Thiene y San Sebastián) y de Ercole Ferrata (San Andrés Apóstol y San Andrés Avelino).
La fachada presenta de esa manera una unidad que se distingue verticalmente, más que horizontalmente, puesto que termina relacionándose con la cúpula, que también está formada por pares de columnas.

## Interior

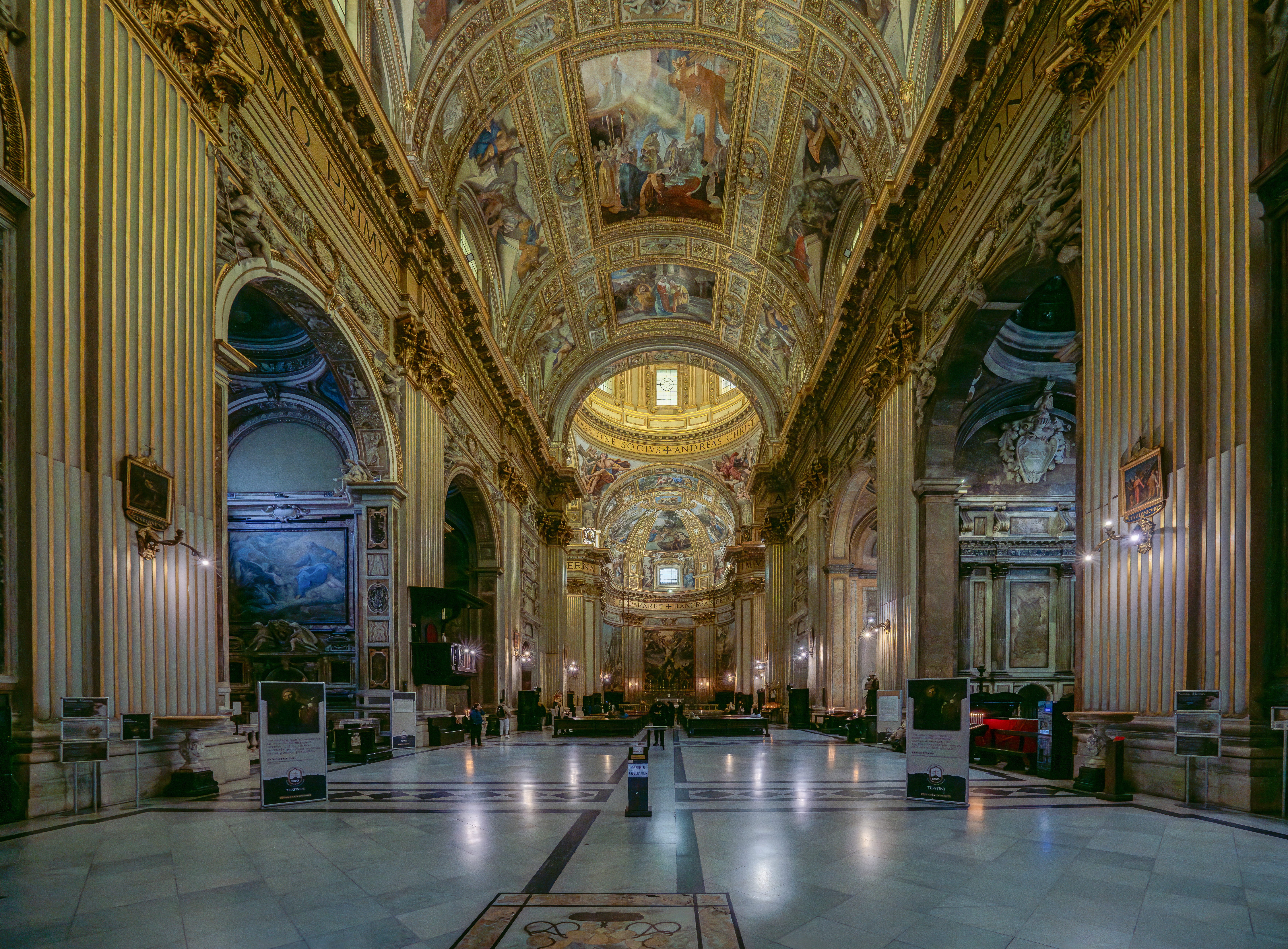
Interior de la Iglesia.

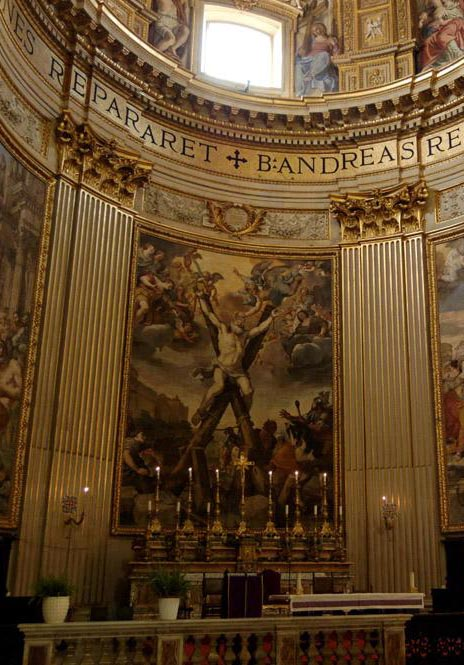
Crucifixión de San Andrés, fresco central del Altar Mayor de la Basílica

### Lado de la Epístola
- Capilla Ginetti, llamada así por estar enterrados los cardenales Marzio Ginetti (fallecido en 1671) y su sobrino, también cardenal, Giovanni Francesco Ginetti (fallecido en 1691). Fue diseñada por Carlo Fontana en 1670, mientras que el relieve escultórico en mármol blanco del altar, que representa al Ángel anunciando a la Sagrada Familia la huida a Egipto (1675) es de Antonio Raggi.

- Capilla Strozzi. Diseñada por Leone Strozzi (1555-1632) quien seguramente siguió diseños de Miguel Ángel, con quien tenía amistad. Destacan en el altar las copias en bronce de tres esculturas de Miguel Ángel, la famosa Piedad del Vaticano, Lía y Raquel, que proyectó para la tumba de Julio II. Esas copias se realizaron en el año 1616 por Gregorio de Rossi. En la capilla están enterrados varios miembros de la familia Strozzi, entre ellos el cardenal Lorenzo Strozzi (fallecido en 1571).

- Capilla de Nuestra Señora del Sagrado Corazón. Fue diseñada por Aristide Leonori entre 1887 y 1889. La pintura de la Virgen, obra de Silverio Capparoni, fue bendecida por el papa Pío IX.

- Monumento de Pío III. Pío III (Francesco Nanni Todeschini Piccolomini, Siena, 1439 - Roma, 1503), fue el 215.º papa de la Iglesia católica. Era sobrino de Pío II. Su pontificado duró solamente 26 días. Pío II y Pío III fueron sepultados en tumbas dentro de la basílica de San Pedro del Vaticano. En 1623, bajo el pontificado de Gregorio XV se trasladaron los cuerpos hasta Sant'Andrea della Valle, y fueron enterrados bajo el suelo sin monumento o lápida alguna. En 1758 se cambió el pavimento y se descubrieron los restos, que de nuevo se enterraron bajo el pavimento sin indicación, por lo que desconoce en qué lugar concreto están. Por eso los sarcófagos de ambos se encuentran vacíos.

- Transepto derecho. Aquí se encuentra el altar de san Andrés Avelino, con el fresco La muerte del Santo, obra de 1625 de Giovanni Lanfranco.

- Capilla del Santísimo Crucifijo. Sobre el altar se levanta un antiguo crucifijo en madera que da nombre a la capilla y debajo de dicho altar, se veneran reliquias de San Antonio Mártir.

### Presbiterio

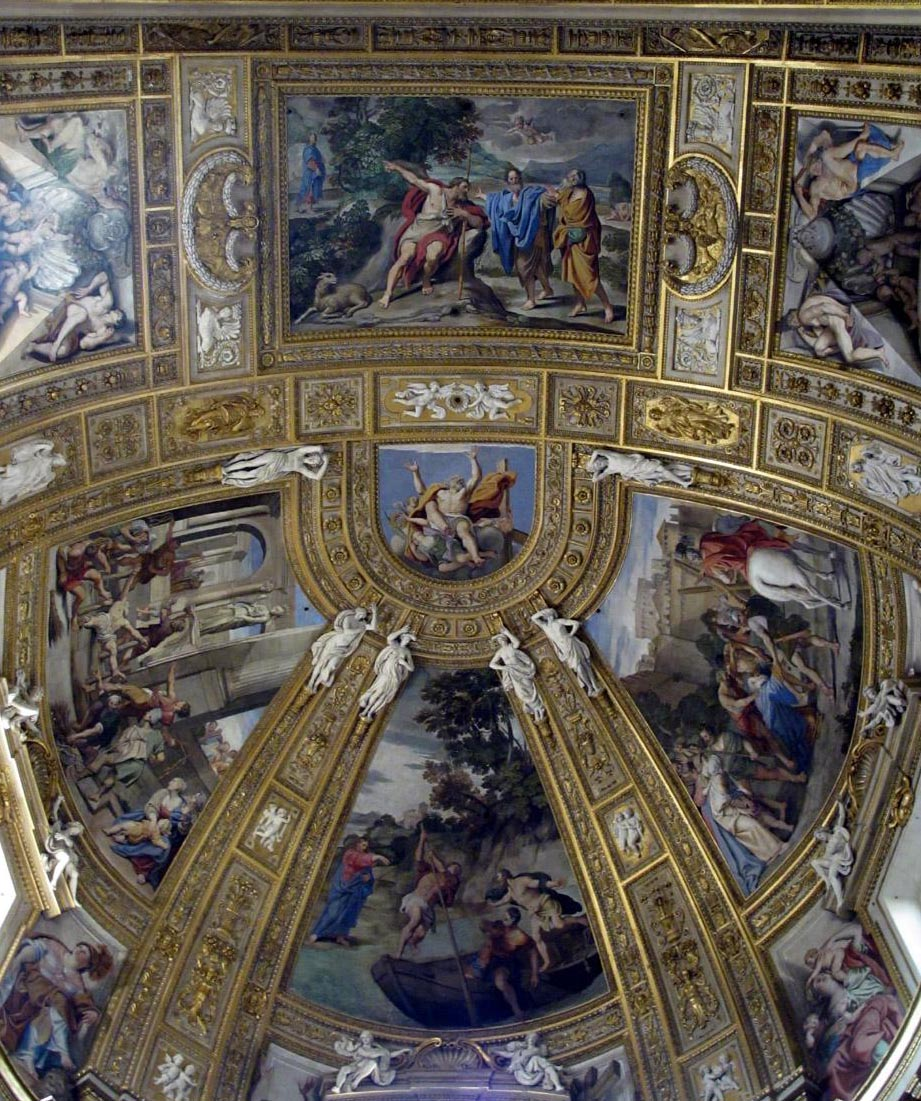
Frescos del ábside sobre el presbiterio

El altar mayor es obra de Carlo Fontana. Los frescos del ábside, pintados de 1622 a 1627 son obra de Domenichino. Los tres grandes frescos de las paredes son obra de Mattia Preti; en la izquierda San Andrés izado sobre la cruz, en el centro La Crucifixión del San Andrés y en la derecha La sepultura de San Andrés.

### Lado del Evangelio
- Capilla de la Virgen de la Pureza. En esta capilla se encontraba el cuadro La Virgen de la Pureza de Luis de Morales. El cuadro fue trasladado en 1641 a la iglesia de San Pablo Mayor de Nápoles. En 1647 el pintor napolitano Alessandro Francesi realizó varias copias, trasladándose a esta capilla la primera de ellas.

- Transepto izquierdo. Este brazo izquierdo del transepto siempre ha estado dedicado al culto de san Cayetano de Thiene (1480-1547), que fue el fundador de los Clérigos Regulares Teatinos, cuya Curia General (sede central) es esta basílica. San Cayetano fue beatificado por Urbano VIII en 1629 y canonizado por Clemente X en 1671.
- Monumento de Pío II. Pío II  (Enea Silvio Piccolomini, m. en Ancona el 14 de agosto de 1464) fue el 210.º papa de la Iglesia Católica, desde el 19 de agosto de 1458 hasta su muerte. Sus restos mortales corrieron la misma suerte que los de Pío III. Ambos monumentos funerarios son muy similares en diseño y estilo.

- Capilla de San Sebastián. Preside el altar el cuadro San Sebastián de Giovanni de Vechi, obra de 1614.

- Capilla Rucellai. El cuadro sobre el altar está atribuido al pintor siciliano Francesco Manno (1754-1831). En la pared izquierda está el monumento sepulcral de Orazio Rucellai (fallecido en 1673) y la tumba de Giovanni della Casa, y en la pared derecha está la tumba de Annibale Rucellai (fallecido en 1601), obispo de Carcasona, Francia.

- Capilla Barberini. Diseñada por Mateo Castelli 1604 a 1616 por encargo del cardenal Maffeo Barberini, quien más tarde sería papa Urbano VIII. El retablo que adorna el altar es de Domenico Creto "Passignano", obra de 1616.

### Frescos de las bóvedas de la nave
La bóveda fue decorada por diversos artistas que representaron escenas sobre María.

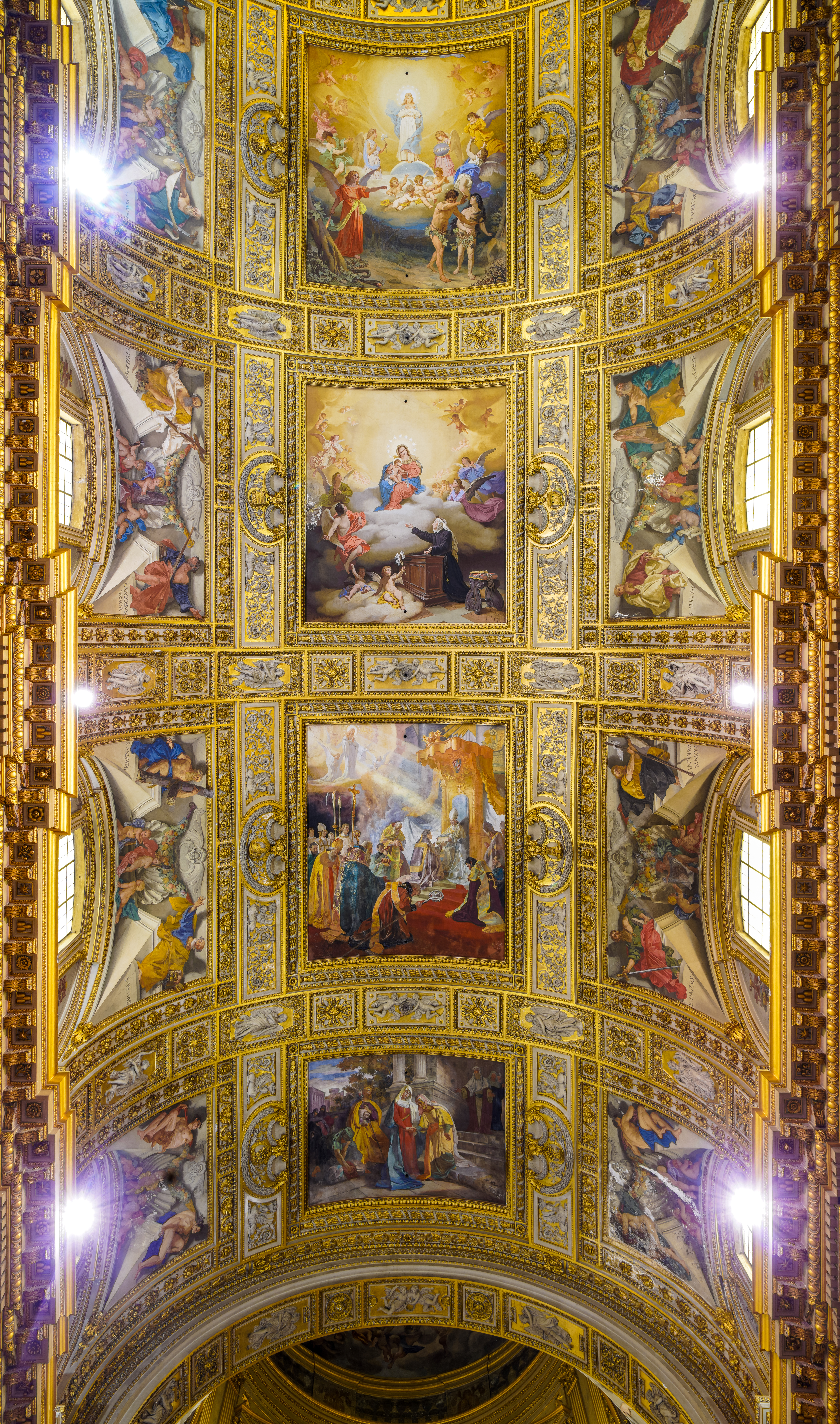
Bóvedas de la nave.

## Cúpula

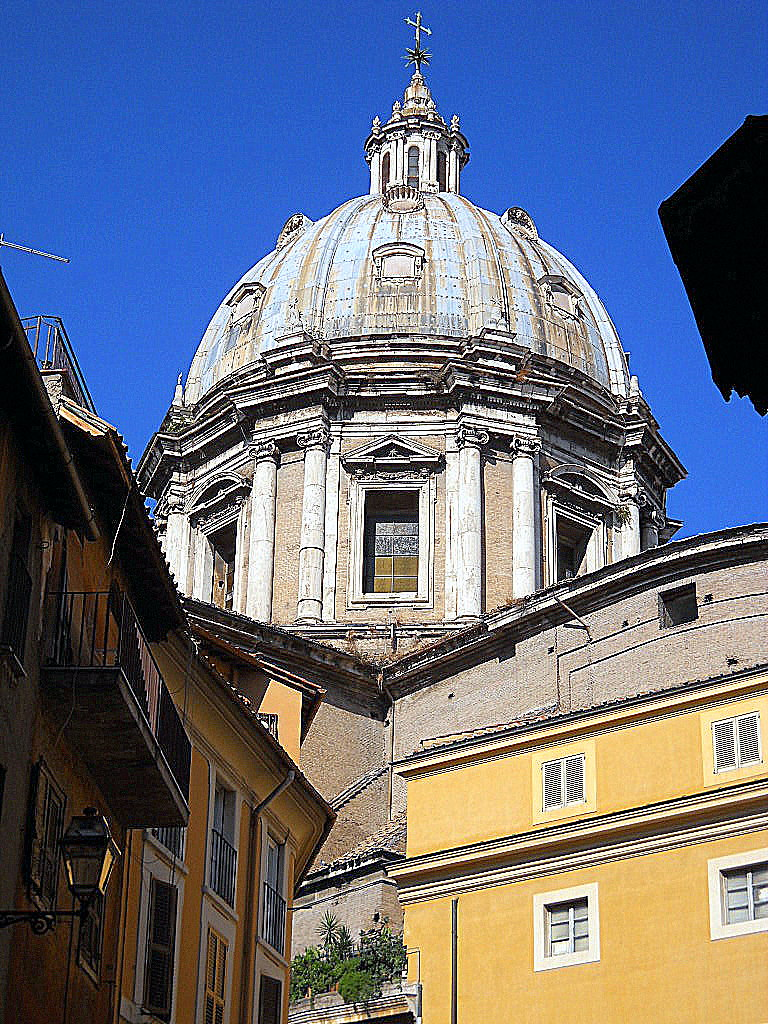
Exterior de la cúpula

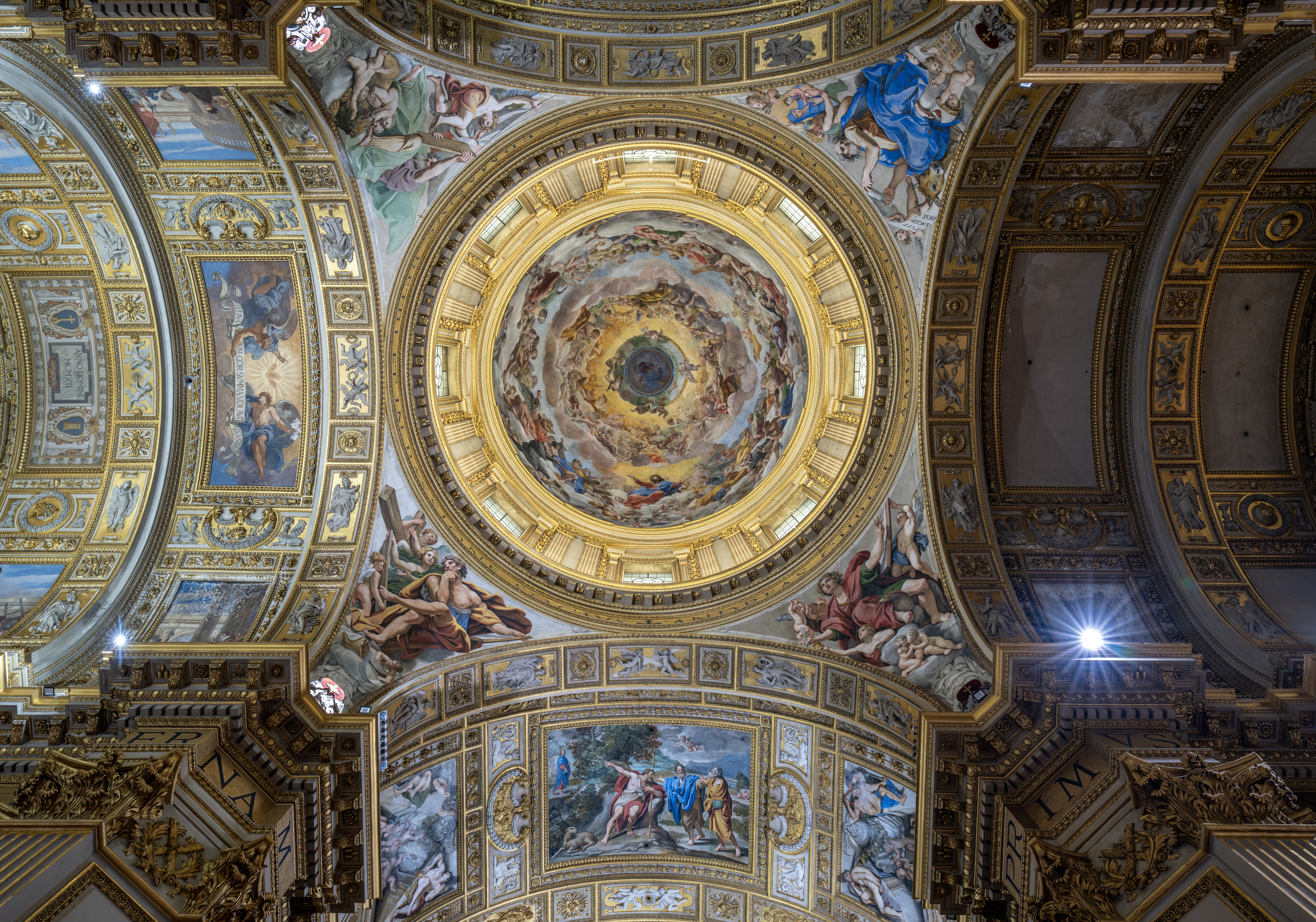
Interior de la cúpula

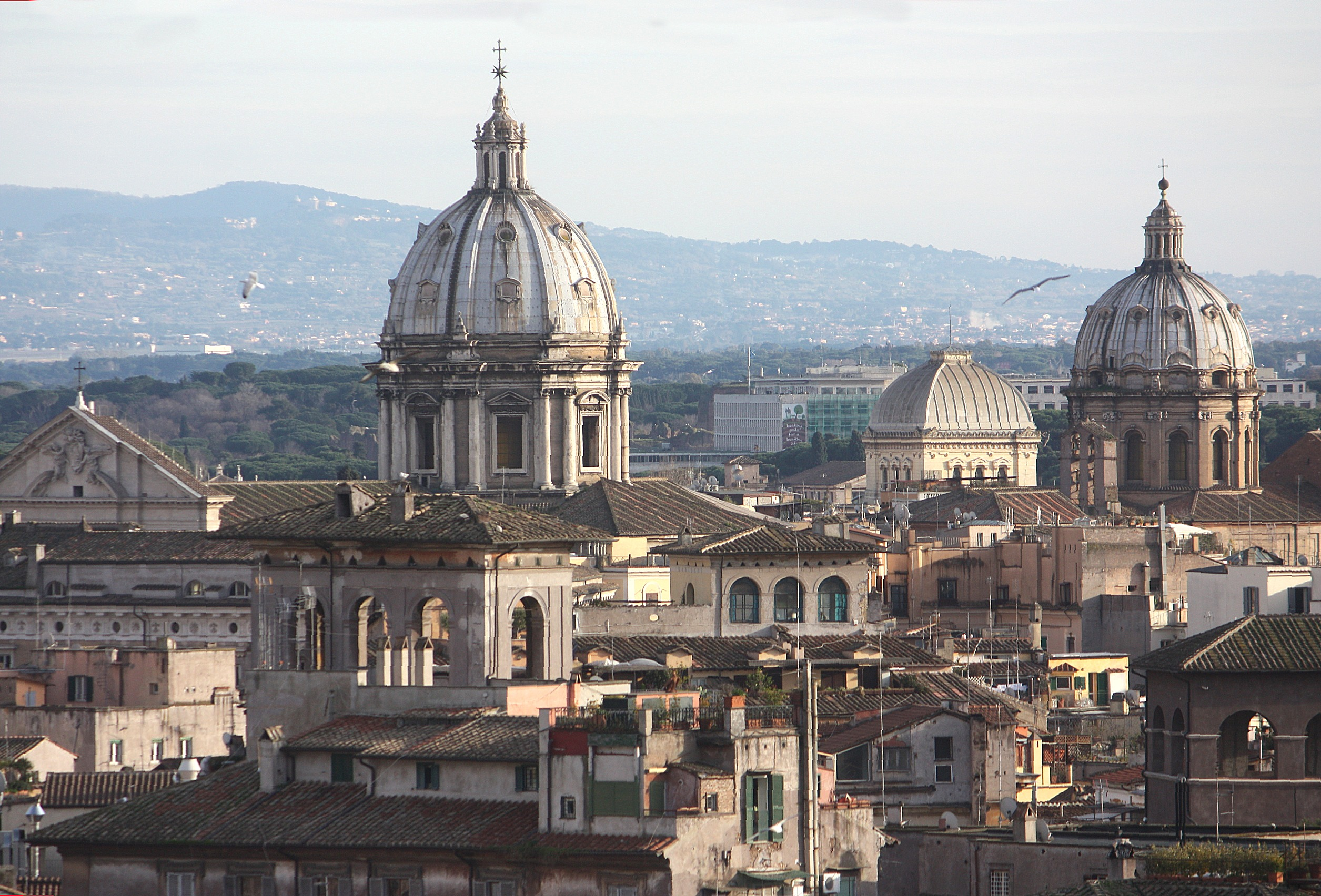
Vista lejana de la cúpula; detrás, la de San Carlo ai Catinari

La cúpula fue diseñada por Carlo Maderno, y es la tercera en altura de la ciudad de Roma, precedida solo por la de la Basílica de San Pedro del Vaticano y la más reciente cúpula de la Iglesia de los Santos Pedro y Pablo en el barrio EUR. En el exterior, el tambor retoma el tema de las columnas gemelas de la cúpula de San Pedro. Es muy luminosa gracias a una hilera de ventanas, en número de ocho. La presencia de ventanas, y la luz que irradian hace que sea difícil distinguir el bello fresco de la cúpula, realizado por Giovanni Lanfranco entre 1621 y 1625. El trabajo se llevó a cabo al mismo tiempo, y probablemente en competencia con los frescos del transepto y el ábside. El fresco de la cúpula representa la Gloria del Paraíso, mientras que las enjutas figuran a Los cuatro evangelistas.